# Gastrocopta
Gastrocopta is een geslacht van weekdieren uit de klasse van de Gastropoda (slakken).

## Soorten
- † Gastrocopta acuminata (Klein, 1846)
- † Gastrocopta baudoni (Michaud, 1862)
- † Gastrocopta dehmi Schlickum & Strauch, 1979
- † Gastrocopta devjatkini Prysjazhnjuk in Prysjazhnjuk et al., 1975
- † Gastrocopta didymodus (Sandberger, 1858)
- † Gastrocopta edlaueri (Wenz, 1921)
- † Gastrocopta ferdinandi (Andreae, 1902)
- † Gastrocopta fissidens (Sandberger, 1858)
- Gastrocopta iheringi (Suter, 1900)
- † Gastrocopta lartetii (Dupuy, 1850)
- † Gastrocopta mongolica Prysjazhnjuk in Prysjazhnjuk et al., 1975
- † Gastrocopta nouletiana (Dupuy, 1850)
- Gastrocopta pediculus (Shuttleworth, 1852)
- † Gastrocopta pseudotheeli Steklov, 1966
- † Gastrocopta sandbergeri Stworzewicz & Prisyazhnyuk, 2006
- † Gastrocopta serotina Ložek, 1964
- Gastrocopta servilis (Gould, 1843)
- † Gastrocopta shandgolica Prysjazhnjuk in Prysjazhnjuk et al., 1975
- Gastrocopta sharae Salvador, Cavallari & Simone, 2017
- † Gastrocopta suevica (Miller, 1900)
- † Gastrocopta turgida (Reuss in Reuss & Meyer, 1849)
- † Gastrocopta tuvaense Steklov, 1967
- † Gastrocopta valentini Stworzewicz, 2007